# Ringsäge

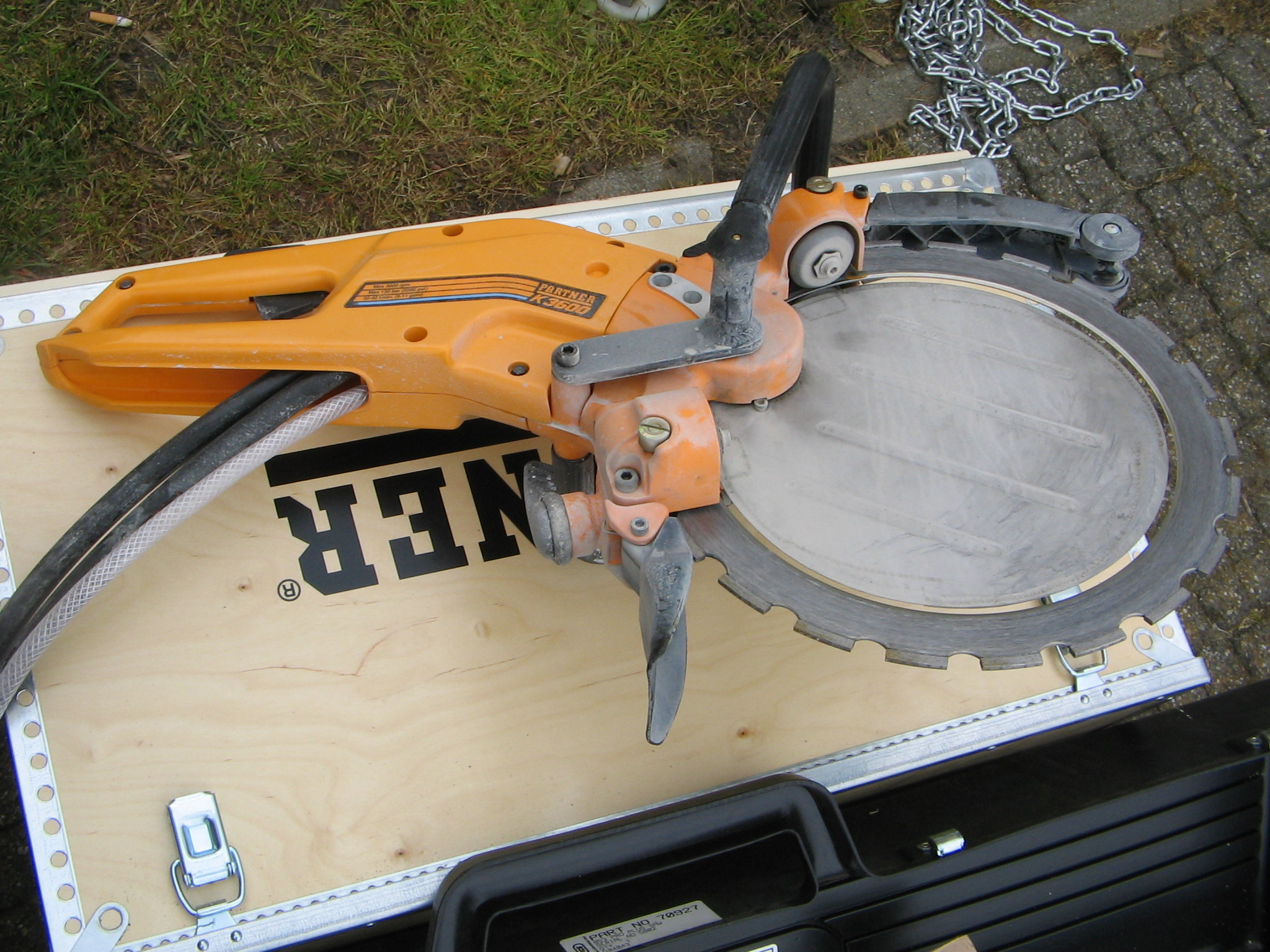
Ringsäge

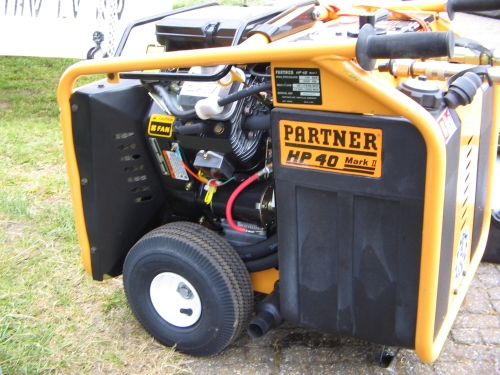
Hydraulikaggregat mit Verbrennungsmotor

Eine  Ringsäge dient, ebenso wie die Betonkettensäge, in der Baubranche zum Erstellen von Öffnungen in Stein- oder Betonwänden.
Sie wird auch von professionellen Rettungsteams zur Rettung Verschütteter aus eingestürzten Gebäuden verwendet. So setzt die SEEBA (THW), die AFDRU (österr. Heer) sowie das niederländische Rettungsteam USAR.NL die Säge ein.
Das erschütterungsfreie Eindringen in Betonstrukturen verringert erheblich die Belastungen für verschüttete Personen. In Bezug auf Lärmentwicklung, Staub- und Schuttbelastung, die an Dummys gemessen wurden, schneiden Diamantwerkzeuge im Vergleich mit anderen Werkzeugen besser ab.